# Čemerno (przełęcz)
Čemerno – przełęcz górska we wschodniej Hercegowinie, na południowo-zachodnim krańcu kotliny Čemerno, między górami Živanj i Lebršnik. Przełęcz ma 1293 metry wysokości.
Przełęcz jest częścią składową działu wodnego dorzecza czarnomorskiego i adriatyckiego oraz granicy klimatycznej i fitogeograficznej między wpływami kontynentalno-górskimi z północy i śródziemnomorskimi z południa.
Przełęcz Čemerno rozdziela trzy obszary geograficzne: Hercegowinę Wschodnią, Starą Hercegowinę i Podrinje, czyli dorzecze rzeki Driny. Przełęcz Čemerno znajduje się między Parkiem Narodowym Sutjeska i Parkiem Narodowym Durmitor. Trochę na północ od przełęczy Čemerno znajduje się przejście Šćepan polje, które łączy Fočę z Nikšiciem.
Na Čemernie znajduje się znana stacja meteorologiczna (od 1892) i fenologiczna (od 1959).

## Historia
Według ustnych przekazów lokalnej ludności, nazwa Čemerno pochodzi od wiary, że serbskie matki podążały za tureckimi karawanami, które wywoziły serbskie dzieci z Hercegowiny do Carogrodu na janczarów. Wyczerpane ciężką drogą, serbskie matki padały na drogę i błagały „Јадна ти сам чемерна! („Jadna ti sam čemerna!” – pol. Biedna jestem, nieszczęsna!).
Przełęcz jest najdogodniejszym naturalnym przejściem z Gatačkiego polja do doliny Sutjeski i Driny. Tędy przechodził trakt dubrownicki. W 1958 wybudowano drogę asfaltową, która łączy Dubrownik z Czarnogórą i Serbią, chociaż droga nie jest wybudowana tylko dla połączenia Dubrownika.
Droga, która wiodła przez przełęcz Čemerno i służyła do połączenia lokalnej ludności Wschodniej i Starej Hercegowiny, a która została wybudowana w czasach Jugosławii, zdegradowała się. Rząd Republiki Serbskiej poprzez Ministerstwo Transportu i Komunikacji Republiki Serbskiej sfinansował remont starej drogi i budowę nowych odcinków. Przedsiębiorstwo publiczne „Путеви Републике Српске” (Putevi Republike Srpske – Drogi Republiki Serbskiej) stworzyło plan remontu i w przetargu wybrało trebinjskie przedsiębiorstwo „Херцеговина путеви” (Hercegovina putevi), które w 2009 wykonało prace remontowe i budowę nowych odcinków na przełęczy Čemerno. Utrzymaniem drogi na przełęczy Čemerno zajmuje się przedsiębiorstwo publiczne „Putevi Republike Srpske”, które jest jednocześnie odpowiedzialne za wszystkie drogi w Republice Serbskiej. 10 października 2013, dwa miesiące po oficjalnym otwarciu nowego odcinka drogi, miało miejsce pierwsze osuwisko, które zablokowało ruch, a tylko trzy dni później także drugie.